# Bunnahabhain
Bunnahabhain (výslovnost [banahávn] nebo [bunahávn]) je skotská palírna whisky nacházející se ve stejnojmenné vesnici na severovýchodě ostrova Islay.

## Historie
Palírna byla vybudována roku 1881 bratry Greenleesovými spolu s vesnicí, ve které se usídlili její zaměstnanci. Ostatně dodnes většina obyvatel vesnice pracuje v této palírně. Palírna se původně nazývala Islay Distillery. Od roku 1887 patřila společnosti Highland Distilleries, ale v roce 2003 byla prodána společnosti Burn Stewart Distillers, která sama byla později koupena společností CL Financial Ltd., sídlící na Trinidadu, a vlastnící palírny Tobermory a Deanston.

## Charakteristika
Whisky z této palírny se výrazně liší od whisky z jiných palíren na ostrově tím, že má nejmenší příchuť rašeliny, která je jinak pro whisky z tohoto ostrova typická.
Palírna také nepoužívá filtraci za studena, takže whisky se může jevit lehce zakalená. V Bunnahabhain tento krok zdůvodňují tím, že vynecháním filtrace si jejich whisky zachová určité přirozené složky podílející se na jejím aroma.